# Batalla de Dover (1217)
La batalla de Dover fue un combate naval librado en agosto de 1217 entre una flota inglesa de 30 o 40 barcos bajo el mando de Hubert de Burgh y una francesa de 80 (en su mayoría pequeñas embarcaciones) a cargo de Eustaquio el Monje. Es notable por ser la primera batalla registrada en la que se usaron tácticas de navegación.

Los "Cinco Puertos", en la costa de Kent y Sussex.

Durante la primera guerra de los Barones, los barones rebeldes habían pedido al príncipe Luis de Francia que tomara el trono de Inglaterra en reemplazo del rey Juan. En 1216, Luis había desembarcado en Inglaterra y capturado Hastings, New Romney, Hythe y Sandwich, que junto con Dover constituían los llamados Cinco Puertos, una serie de ciudades costeras en el sureste inglés confederadas para su defensa. En esta última ciudad, de Burgh mantenía la resistencia contra un asedio desde hacía varios meses.
En agosto, Luis envió a través del Canal de la Mancha refuerzos para el asedio: 900 soldados y suministros a bordo de 10 barcos de guerra y 70 embarcaciones pequeñas. De Burgh tenía una flota de 16 barcos de gran tamaño y unos 20 barcos mercantes reconvertidos, con los que navegó desde Dover para interceptar a los franceses antes de que pudieran desembarcar.
En una medida novedosa, de Burgh atacó desde lado del viento, primero tiroteando al enemigo con saetas de ballesta, seguido por polvo de cal para cegar y dañar la respiración a los franceses. Después de esto, las naves se cerraron para el abordaje acostumbrado y el combate cuerpo a cuerpo, en el que los ingleses pudieron destruir o capturar 3 o 4 de los barcos de Eustaquio. Este consiguió retirarse, pero en la batalla naval de Sandwich librada poco después, fue capturado y decapitado.
- Datos: Q4870911